# Camí dels Planells (Torallola)
El Camí dels Planells és un camí rural del terme municipal de Conca de Dalt (a l'antic terme de Toralla i Serradell, al Pallars Jussà, en territori del poble de Torallola.
Arrenca del Camí vell de la Pobla de Segur a Salàs de Pallars a migdia de Sant Roc, des d'on marxa cap al sud; passa a ponent de lo Pla i pel capdamunt, a llevant, de la Costa de Toni, passa per l'oest i el sud de l'Alzinar de Durro, i mor en los Planells.